# Icon (album Nirvany)
Icon – druga oficjalna kompilacja największych hitów amerykańskiego zespołu grunge'owego Nirvana, wydana 31 sierpnia 2010 roku. Album zawiera wydany na pierwszej kompilacji utwór „You Know You’re Right”, cztery single z przełomowego albumu Nevermind, trzy single i jeden utwór z ostatniego albumu In Utero oraz dwie akustyczne wersje piosenek „About a Girl” i „All Apologies” z MTV Unplugged in New York. Wersja „Pennyroyal Tea” jest tą samą wersją singlową, którą wcześniej wydano na kompilacji „Nirvana”.

## Lista utworów
1. „You Know You’re Right” (z Nirvana) – 3:38
2. „Smells Like Teen Spirit” (z Nevermind) – 5:01
3. „Come as You Are” (z Nevermind) – 3:39
4. „Lithium” (z Nevermind) – 4:17
5. „In Bloom” (z Nevermind) – 4:15
6. „Heart-Shaped Box” (z In Utero) – 4:41
7. „Pennyroyal Tea” (remix) (z Pennyroyal Tea) – 3:38
8. „Rape Me” (z In Utero) – 2:51
9. „Dumb” (z In Utero) – 2:34
10. „About a Girl” (z MTV Unplugged in New York) – 2:49
11. „All Apologies” (z MTV Unplugged in New York) – 3:51